# Liodrosophila lampra
Liodrosophila lampra är en tvåvingeart som beskrevs av Tsacas 1990. Liodrosophila lampra ingår i släktet Liodrosophila och familjen daggflugor. Inga underarter finns listade i Catalogue of Life.